# 梅薩河
梅薩河（西班牙語：Río Mesa）是西班牙的河流，位於索洛里奧山脈地區，河道全長54公里，發源自塞拉斯，最終注入彼德拉河，該河流是鱒魚的棲息地。